# Pierce (Nebraska)
Pierce – miasto w Stanach Zjednoczonych, w stanie Nebraska, siedziba administracyjna hrabstwa Pierce.